# 익성군 (1566년)
익성군 이향령(益城君 李享齡, 1566년 3월 24일~ 1614년 7월 1일)는 조선 중기의 왕족이다. 본관은 전주(全州), 휘는 향령(享齡), 자는 수원(壽元)이다.
덕흥대원군의 손자이며, 아버지는 하원군 이정이며, 어머니는 남양군부인 홍씨이다. 영의정 홍섬은 그의 외조부이다. 부인은 진주군부인(晋州郡夫人) 소씨(蘇氏)이다.

## 생애
하원군의 차남으로 1566년(명종 21) 3월 24일 태어났으며 1578년(선조 11) 13세 때 익성정(益城正)에 봉해지고, 얼마 후 도정(都正)이 되었다. 1591년(선조 24) 광국원종공신 1등에 책록되었다.
1592년 4월 임진왜란이 일어나 선조가 의주로 파천하자 아버지 하원군과 함께 걸어서 의주 행재소(行在所)에 호종하였으며, 1596년 정의대부(正義大夫)로 가자(加資)되고, 익성군(益城君)에 봉해졌다.
이무렵 그가 왕족의 위세를 빌려 백성의 서적을 침탈했다는 대간의 탄핵이 지속되었으나 왕이 두둔하여 돌보아줌으로써 무사하였고, 오히려 왕이 수십권의 서책을 하사하고 승헌대부(承憲大夫)에 가자하였고, 1605년(선조 38) 호성원종2등공신(扈聖原從二等功臣)에 책록되었고, 1610년 종1품인 가덕대부(嘉德大夫)가 되었다.
1612년 대북파가 소북파를 제거하기 위하여 김직재(金直哉) 등이, 순화군 이보에게 입양한 그의 아들 진릉군 이태경을 받들어 반역을 꾀하려 했다는, 이른바 김직재의 무옥 사건에 연루되어 거제도에 유배되어 1614년(광해 6) 7월 1일 유배지에서 향년 49세로 별세하였다.

### 사후
당시 아들들 대부분이 유배 중이었기에 제대로 장례를 치르지 못하고 임시로 익산에 장사지낸 뒤 1623년 인조반정 이후 신원이 되자 1643년에 이장하였다. 전라북도] 익산군 왕궁면 용화리(화곡)에 장사했다가 뒤에 이장, 묘소는 충청남도 논산시 은진면 용산리 산 93-3에 있으며, 1643년 신도비가 세워졌으며 조익이 글을 짓고, 오준이 글씨를 썼다. 익성군 신도비 및 무석(益城君 神道碑 및 武石)은 충청남도 유형문화재 제86호로 지정되었다.

## 가족 관계
- 아버지 : 하원군 이정
- 어머니(생모) : 남양군부인 홍씨 - 영의정 강녕군 홍섬의 딸
  - 친형 : 당은군 이인령(唐恩君 李引齡, 1562년 - 1615년)
  - 친동생 : 영제군 이석령(寧堤君 李錫齡, 1568년 - 1623년), 숙부 하릉군에게 출계
  - 친누나 : 이희령(李稀齡, 1563년 - ?년), 행주 기씨 기자헌에게 출가.
- 어머니(계모) : 신안군부인 이씨(新安郡夫人 李氏, 1556년 - 1616년), 성주인(星州人) 선전관 증 이조판서 이의로(李義老)의 딸.
- 적실 : 진주군부인 소씨(晋州郡夫人 蘇氏, 1566년 - 1648년), 군수(郡守) 진주인(晋州人) 소수(蘇遂)의 딸.
  - 장남 : 진산군 이순경(晋山君 李順慶, 1584년 - 1643년)
  - 2남 : 진천군 이희경(晋川君 李喜慶, 1591년 - 1664년)
  - 3남 : 진릉군 이태경(晋陵君 李泰慶, 1594년 - 1612년)
  - 4남 : 진평부정 이승경(晋平副正 李承慶, 1598년 - 1658년)
  - 6남 : 이준경(李浚慶, 1600년 - ?년)
  - 7남 : 진계부정 이윤경(晋溪副正 李潤慶, 1604년(1602년) - 1648년)
  - 장녀 : 이영순(李英順, 1582년 - ?년), 전주인(全州人) 최내길(崔來吉)에게 출가.
  - 2녀 : 이축순(李丑順, 1589년 - ?년), 해주인(海州人) 정대영(鄭大榮)에게 출가.
  - 3녀 : 이정순(李貞順, 1592년 - ?년), 평산인(平山人) 신상급(申尙伋)에게 출가.
  - 4녀 : 이무순(李戊順, 1608년 - ?년), 연안인(延安人) 이동형(李東馨)에게 출가.
- 첩실 : 양녀(良女) 응례(應禮)
  - 5남 : 양평수 이득경(楊平守 李得慶, 1598년 - 1612년)
  - 8남 : 양산수 이인경(楊山守 李仁慶, 1604년(1606년) - 1675년)
  - 9남 : 양릉수 이의경(楊陵守 李義慶, ?년 - ?년)

## 관련 문화재
- 익성군 신도비 및 무석 - 충청남도 유형문화재 제86호